# Corrimiento al azul

Corrimiento

En astronomía se denomina corrimiento al azul (blueshift en inglés) al fenómeno inverso del corrimiento al rojo, si bien este último es más conocido debido a su mayor importancia en la astronomía moderna.
Es un fenómeno que ocurre cuando la frecuencia de un rayo de luz emitido por un objeto que se aproxima o aleja respecto al observador es recibida por este desplazada hacia el extremo azul del espectro, es decir, con su frecuencia aumentada (o lo que es equivalente, con su longitud de onda disminuida). Este fenómeno afecta de la misma manera a toda onda electromagnética que alcanza al observador con frecuencia mayor que aquella con la que fue emitida, y forma parte, junto a su opuesto, del denominado desplazamiento Doppler o efecto Doppler.
Mientras el corrimiento al rojo es un fenómeno mayoritario, sólo existen unos pocos ejemplos de corrimientos al azul en astronomía:
- La galaxia de Andrómeda se mueve hacia nuestra Vía Láctea dentro del Grupo Local; por tanto, al ser observada desde la Tierra, su luz se desplaza hacia el azul.

- Al observar galaxias espirales, el lado que gira hacia nosotros tendrá un ligero corrimiento al azul (véase relación Tully-Fisher).

- Algunas galaxias, más allá del Gran Atractor, presentan un corrimiento al azul debido a que se acercan, al igual que nuestro Grupo Local, al centro del mismo.

- También los Blazars son conocidos por emanar jets relativistas hacia nosotros, emitiendo radiación síncrona y Bremsstrahlung (radiación de frenado, suele citarse en alemán) que muestran corrimiento al azul.